# U-19-Fußball-Europameisterschaft der Frauen 2024
Die U-19-Fußball-Europameisterschaft der Frauen 2024 (offiziell 2024 UEFA Women's Under-19 Championship) war die 24. Ausspielung dieses Wettbewerbs für Fußballspielerinnen unter 19 Jahren (Stichtag: 1. Januar 2005) und fand vom 14. bis 27. Juli 2024 in Litauen statt.
Das Turnier wurde am 19. April 2021 an Litauen vergeben. Litauen richtete bereits die U-17-Fußball-Europameisterschaft der Frauen 2018 aus.
Die Endrunde fand zum 21. Mal in Folge mit acht Mannschaften statt, welche zunächst in zwei Gruppen zu je vier Mannschaften und danach im K.-o.-System gegeneinander antraten. Titelverteidiger war Spanien, das vier der vergangenen fünf Turniere (2017, 2018, 2022 und 2023) gewinnen konnte.

## Qualifikation
51 der 55 Mitgliedsländer der UEFA meldeten für die Qualifikation, die zum zweiten Mal im neuen Liga-Format ausgetragen wurde. Die 51 Mannschaften wurden basierend auf den Abschlusstabellen der zweiten Qualifikationsrunde 2023 auf zwei Ligen A und B aufgeteilt, wobei Mannschaften, die nicht an der EM-Qualifikation 2023 teilgenommen hatten, automatisch dem letzten Platz der B-Liga zugewiesen wurden. In jeder Liga spielen vier Mannschaften jeweils ein Miniturnier aus. Die letztplatzierten Mannschaften der Liga A steigen ab und spielen in der 2. Runde in Liga B, die Sieger der Gruppe B steigen auf und spielen in der 2. Runde in Liga A. Die sieben Gruppensieger der A-Liga qualifizieren sich für die Endrunde in Litauen.

### Erste Qualifikationsrunde
In der ersten Qualifikationsrunde wurden die 51 teilnehmenden Mannschaften auf insgesamt sieben Gruppen zu je vier Mannschaften in Liga A (Gruppen A1 bis A7) und sechs Gruppen zu fünfmal vier und einmal drei Mannschaften in Liga B (B1 bis B6) aufgeteilt, basierend auf den Abschlusstabellen aus dem Vorjahr. Litauen ist als Gastgeber zwar automatisch für die Endrunde qualifiziert, nimmt aber dennoch am Qualifikationsturnier teil. Die Auslosung der Gruppen fand am 16. Juni 2023 im schweizerischen Nyon statt. Die Miniturniere wurden jeweils im Land eines der vier Gruppenteilnehmer zwischen dem 19. September und 5. Dezember 2023 ausgetragen.
Die Auslosung ergab folgende Gruppen:

#### Liga A
| Pos. | Gruppe A1    | Gruppe A2    | Gruppe A3    | Gruppe A4   | Gruppe A5  | Gruppe A6   | Gruppe A7 1 |
| ---- | ------------ | ------------ | ------------ | ----------- | ---------- | ----------- | ----------- |
| 1.   | Frankreich G | England      | Österreich G | Deutschland | Spanien    | Niederlande | Serbien     |
| 2.   | Italien      | Tschechien   | Dänemark     | Finnland G  | Schweden G | Belgien G   | Island      |
| 3.   | Ungarn       | Griechenland | Polen        | Norwegen    | Portugal   | Irland      | Belarus     |
| 4.   | Nordirland   | Wales G      | Montenegro   | Israel      | Türkei     | Färöer      | Schottland  |

#### Liga B
| Pos. | Gruppe B1 | Gruppe B2                 | Gruppe B3     | Gruppe B4      | Gruppe B5   | Gruppe B6  |
| ---- | --------- | ------------------------- | ------------- | -------------- | ----------- | ---------- |
| 1.   | Schweiz G | Bosnien und Herzegowina G | Slowenien G   | Ukraine        | Kroatien    | Slowakei   |
| 2.   | Albanien  | Estland                   | Kosovo        | Nordmazedonien | Bulgarien G | Rumänien G |
| 3.   | Zypern    | Gibraltar                 | Moldau        | Armenien G     | Lettland    | Kasachstan |
| 4.   | Litauen   | Liechtenstein             | Aserbaidschan | Luxemburg      | Georgien    |            |

### Zweite Qualifikationsrunde
In der zweiten Qualifikationsrunde wurden die 51 teilnehmenden Mannschaften auf die gleichen Gruppen in den Ligen A und B aufgeteilt, diesmal jedoch basierend auf den Abschlusstabellen der ersten Qualifikationsrunde. Die drei erstplatzierten Mannschaften aus den A-Ligen verbleiben in Liga A, die letztplatzierten Mannschaften steigen in Liga B ab. Die bestplatzierten Mannschaften aus Liga B steigen in Liga A auf. Die sieben Gruppensieger der A-Liga qualifizieren sich für die Endrunde in Litauen.
Die Auslosung der Gruppen fand am 8. Dezember 2023 im schweizerischen Nyon statt. Die Miniturniere wurden jeweils im Land eines der vier Gruppenteilnehmer zwischen dem 2. und 9. April 2024 ausgetragen.
Die Auslosung ergab folgende Gruppen:

#### Liga A
| Pos. | Gruppe A1    | Gruppe A2  | Gruppe A3  | Gruppe A4    | Gruppe A5 | Gruppe A6                 | Gruppe A7   |
| ---- | ------------ | ---------- | ---------- | ------------ | --------- | ------------------------- | ----------- |
| 1.   | Spanien      | Irland     | England    | Frankreich   | Serbien G | Niederlande               | Deutschland |
| 2.   | Dänemark     | Österreich | Portugal G | Norwegen     | Belgien   | Polen                     | Schweden    |
| 3.   | Griechenland | Island     | Italien    | Tschechien G | Slowakei  | Finnland                  | Ungarn G    |
| 4.   | Slowenien G  | Kroatien G | Schweiz    | Ukraine      | Belarus   | Bosnien und Herzegowina G | Rumänien    |

#### Liga B
| Pos. | Gruppe B1      | Gruppe B2     | Gruppe B3   | Gruppe B4     | Gruppe B5  | Gruppe B6 |
| ---- | -------------- | ------------- | ----------- | ------------- | ---------- | --------- |
| 1.   | Nordmazedonien | Schottland    | Kosovo      | Bulgarien     | Nordirland | Türkei G  |
| 2.   | Wales          | Albanien G    | Israel      | Lettland G    | Estland    | Färöer    |
| 3.   | Litauen        | Zypern        | Luxemburg   | Montenegro    | Kasachstan | Armenien  |
| 4.   | Moldau G       | Liechtenstein | Gibraltar G | Aserbaidschan | Georgien G |           |

## Endrunde

### Spielorte
Das Turnier fand an den drei Spielorten Kaunas, Jonava und Marijampolė statt.
| Kaunas                         | Jonava                | Marijampolė      |
| ------------------------------ | --------------------- | ---------------- |
| S.Dariaus-und-S.Girėno-Stadion | Zentralstadion Jonava | Sūduva-Stadion   |
| Kapazität: 15.315              | Kapazität: 3.000      | Kapazität: 6.250 |
|                                |                       |                  |

### Auslosung
Die Auslosung fand am 30. April 2024 im litauischen Kaunas statt. Die acht teilnehmenden Mannschaften wurden auf zwei Gruppen mit je vier Mannschaften aufgeteilt, wobei Gastgeber Litauen als Kopf der Gruppe A gesetzt war.

### Vorrunde

#### Modus
Jede Mannschaft spielte gegen jede andere Mannschaft ihrer Gruppe einmal. Ein Sieg ergab drei Punkte, ein Unentschieden einen Punkt und eine Niederlage null Punkte.
Wenn zwei oder mehr Mannschaften derselben Gruppe nach Abschluss der Gruppenspiele die gleiche Anzahl Punkte aufwiesen, wurde die Platzierung nach folgenden Kriterien in dieser Reihenfolge ermittelt:
a. höhere Punktzahl aus den Direktbegegnungen der betreffenden Mannschaften;
b. bessere Tordifferenz aus den Direktbegegnungen der betreffenden Mannschaften;
c. größere Anzahl erzielter Tore aus den Direktbegegnungen der betreffenden Mannschaften;
d. wenn nach der Anwendung der Kriterien a) bis c) immer noch mehrere Mannschaften denselben Platz belegten, wurden die Kriterien a) bis c) erneut angewendet, jedoch ausschließlich auf die Direktbegegnungen der betreffenden Mannschaften, um deren endgültige Platzierung zu bestimmen. Führte dieses Vorgehen keine Entscheidung herbei, wurden die Kriterien e) bis h) in dieser Reihenfolge auf die zwei oder mehr Mannschaften angewendet, die immer noch punktgleich waren;
e. bessere Tordifferenz aus allen Gruppenspielen;
f. größere Anzahl erzielter Tore aus allen Gruppenspielen;
g. geringere Gesamtzahl an Strafpunkten auf der Grundlage der in allen Gruppenspielen von Spielerinnen und Mannschaftsoffiziellen erhaltenen Gelben und Roten Karten (Rote Karte = 3 Punkte, Gelbe Karte = 1 Punkt, Platzverweis nach zwei Gelben Karten in einem Spiel = 3 Punkte);
h. bessere Platzierung in der jeweiligen Ligatabelle nach Abschluss der zweiten Runde.
Trafen zwei Mannschaften im letzten Gruppenspiel aufeinander, die dieselbe Anzahl Punkte sowie die gleiche Tordifferenz und gleiche Anzahl erzielter und erhaltener Tore aufwiesen, und endete das betreffende Spiel unentschieden, wurde die endgültige Platzierung der beiden Mannschaften durch Elfmeterschießen ermittelt, vorausgesetzt, dass keine andere Mannschaft derselben Gruppe nach Abschluss aller Gruppenspiele dieselbe Anzahl Punkte aufwies. Hatten mehr als zwei Mannschaften dieselbe Anzahl Punkte, fanden die oben genannten Kriterien Anwendung.

#### Gruppe A
| Pl. | Land       | Sp. | S | U | N | Tore    | Diff. | Punkte |
| --- | ---------- | --- | - | - | - | ------- | ----- | ------ |
| 1.  | England    | 3   | 2 | 1 | 0 | 012:100 | +11   | 07     |
| 2.  | Frankreich | 3   | 2 | 0 | 1 | 009:200 | +7    | 06     |
| 3.  | Serbien    | 3   | 1 | 1 | 1 | 006:500 | +1    | 04     |
| 4.  | Litauen    | 3   | 0 | 0 | 3 | 001:200 | −19   | 0      |

|                                                     |   |            |            |
| Sonntag, 14. Juli 2024 um 13:00 Uhr in Jonava       |   |            |            |
| Frankreich                                          | – | Serbien    | 3:1 (0:1)  |
| Sonntag, 14. Juli 2024 um 17:00 Uhr in Kaunas       |   |            |            |
| Litauen                                             | – | England    | 0:10 (0:5) |
| Mittwoch, 17. Juli 2024 um 13:00 Uhr in Marijampolė |   |            |            |
| Serbien                                             | – | England    | 1:1 (0:0)  |
| Mittwoch, 17. Juli 2024 um 17:00 Uhr in Kaunas      |   |            |            |
| Litauen                                             | – | Frankreich | 0:6 (0:4)  |
| Samstag, 20. Juli 2024 um 17:00 Uhr in Kaunas       |   |            |            |
| Serbien                                             | – | Litauen    | 4:1 (2:1)  |
| Samstag, 20. Juli 2024 um 17:00 Uhr in Jonava       |   |            |            |
| England                                             | – | Frankreich | 1:0 (0:0)  |

#### Gruppe B
| Pl. | Land        | Sp. | S | U | N | Tore    | Diff. | Punkte |
| --- | ----------- | --- | - | - | - | ------- | ----- | ------ |
| 1.  | Niederlande | 3   | 2 | 1 | 0 | 004:100 | +3    | 07     |
| 2.  | Spanien     | 3   | 1 | 1 | 1 | 002:100 | +1    | 04     |
| 3.  | Deutschland | 3   | 1 | 1 | 1 | 003:400 | −1    | 04     |
| 4.  | Irland      | 3   | 0 | 1 | 2 | 001:400 | −3    | 01     |

|                                                       |   |             |           |
| Montag, 15. Juli 2024 um 13:00 Uhr in Marijampolė     |   |             |           |
| Spanien                                               | – | Irland      | 0:0       |
| Montag, 15. Juli 2024 um 17:00 Uhr in Jonava          |   |             |           |
| Niederlande                                           | – | Deutschland | 1:1 (0:0) |
| Donnerstag, 18. Juli 2024 um 13:00 Uhr in Jonava      |   |             |           |
| Irland                                                | – | Deutschland | 1:2 (1:0) |
| Donnerstag, 18. Juli 2024 um 17:00 Uhr in Marijampolė |   |             |           |
| Niederlande                                           | – | Spanien     | 1:0 (0:0) |
| Sonntag, 21. Juli 2024 um 13:00 Uhr in Marijampolė    |   |             |           |
| Irland                                                | – | Niederlande | 0:2 (0:1) |
| Sonntag, 21. Juli 2024 um 13:00 Uhr in Jonava         |   |             |           |
| Deutschland                                           | – | Spanien     | 0:2 (0:1) |

### Finalrunde

#### Halbfinale
|                                                     |   |            |           |
| Mittwoch, 24. Juli 2024 um 13:00 Uhr in Marijampolė |   |            |           |
| England                                             | – | Spanien    | 1:3 (0:2) |
| Mittwoch, 24. Juli 2024 um 17:00 Uhr in Kaunas      |   |            |           |
| Niederlande                                         | – | Frankreich | 2:0 (2:0) |

#### Finale
|                                               |   |             |                      |
| Samstag, 27. Juli 2024 um 17:00 Uhr in Kaunas |   |             |                      |
| Spanien                                       | – | Niederlande | 2:1 n. V. (1:1, 1:0) |

## Beste Torschützinnen
Nachfolgend aufgelistet sind die besten Torschützinnen der Endrunde.
| Rang | Spielerin         | Tore |
| ---- | ----------------- | ---- |
| 1    | Nina Matejić      | 5    |
| 2    | Poppy Pritchard   | 4    |
| 2    | Camille Robillard | 4    |
| 4    | Michelle Agyemang | 3    |
| 5    | Paula Comendador  | 2    |
| 5    | Mia Enderby       | 2    |
| 5    | Danique Tolhoek   | 2    |
| 5    | Karlijn Woons     | 2    |

## Schiedsrichterinnen
Hauptschiedsrichterinnen:
- Olivia Tschon
- Emanuela Rusta
- Michalina Diakow
- Silvia Gasperotti
- Minka Vekkeli
- Réka Molnár
- Anastasia Mylopoulou
- Caroline Lanssens

Schiedsrichterassistentinnen:
- Fie Bruun
- Giulia Tempestilli
- Silje Elisabeth Thoresen
- Lena Hirtl
- Julia Bukarowicz
- Daniela Constantinescu
- Emelie Elfstrand
- Switlana Hruschko